# Séga tambour
Le séga tambour est l'une des deux formes de séga qui se pratiquent à Rodrigues faisant partie de l'archipel de Maurice, l'autre variante étant le séga kordéon, que l'on joue avec un accordéon.

## Patrimoine de l'humanité
Le séga tambour de Rodrigues est inscrit le 6 décembre 2017 sur la liste représentative du patrimoine culturel immatériel de l'humanité de l'UNESCO lors du 12e comité international pour la protection du Patrimoine Immatériel en Corée.
Le séga tambour des Chagos est inscrit le 11 décembre 2019 sur la liste du patrimoine immatériel nécessitant une sauvegarde urgente.

## Histoire
La genèse du séga nous renvoie au XVIIIe siècle, aux temps de la traite négrière. Cette musique, principalement d’origine afro-malgache, est née du métissage des pratiques musicales des immigrés venus majoritairement des pays de la côte Est de l’Afrique et de Madagascar. Une population réduite à la condition d’esclave au sein de la société de plantation de la zone. De cette période, datent donc les pratiques musicales et chorégraphiques à fort ancrage historique dont fait partie le séga tambour, c'est la musique des esclaves et de leurs descendants.

## Description
Avec un rythme rapide et une sonorité que l'on peut qualifier d'africaine, le séga tambour chanté principalement par les femmes, se danse en couple à la fois par des pas courts et déhanchements des bassins. Les chants sont accompagnés par des battements des mains ou des instruments de percussions improvisés tels que des verres ou pieds de table.